# John Robinson (pasteur)
Pour les articles homonymes, voir John Robinson et Robinson.
John Robinson (Sturton le Steeple, Angleterre, 1575 - Leyde, Pays-Bas, 1er mars 1625) est un pasteur congrégationaliste, membre des Pères pèlerins.

## Biographie
John Robinson est né à Sturton le Steeple, dans le Nottinghamshire, en Angleterre, vers 1576. Il est le premier enfant de John et Ann Robinson. 
John a étudié à l'Université de Cambridge, où il a été admis au Corpus Christi College, le 9 avril 1592. En février 1595, il obtient le diplôme de Bachelier ès Arts. En mars 1597, il est élu membre de son collège. Il obtient son diplôme de maîtrise ès Arts en 1599. Robinson rejoint les ordres sacrés en même temps qu'il est membre du Collège.
Après son mariage avec Bridget White, le 15 février 1604, il s'installe avec sa nouvelle épouse à Norwich, où leurs enfants John et Ann sont nés. Là, il entre en conflit avec l'évêque de Norwich, John Jegon, qui a tenté de ramener le clergé du diocèse en conformité avec le parti puritain. Robinson, qui a choisi d'obéir à sa conscience plutôt qu'aux ordres et aux évêques, a été suspendu de son ministère, ainsi que ceux qui l'ont soutenu. À cette époque, il décide qu'il ne peut plus rester membre de l'Église d'Angleterre. En prenant cette décision, cela signifiait qu'il ne pouvait plus travailler à Norwich, et on pense qu'il est retourné se réfugier dans son pays natal Sturton le Steeple. Dans les villages voisins de Sturton le Steeple, beaucoup de personnes partagent les mêmes pensées que Robinson. Parmi eux, John Smith à Gainsborough, William Brewster à Scrooby et Richard Clifton à Babworth. À ce moment-là, il tisse des liens avec ceux de Scrooby et en particulier se lie d'amitié avec Brewster et Bradford.
Le mouvement séparatiste initié par Robinson crée beaucoup de remous au sein des Ordres Sacrés de l'Église d'Angleterre. C'est interprété comme un tel mouvement de défiance envers l'Église établie que l'archevêque de York et l'évêque de Lincoln sont déterminés à écraser ce mouvement séparatiste. La persécution qui s'ensuit, force Robinson et ses coreligionnaires à émigrer en Hollande, où d'autres avaient déjà fui auparavant. En 1609, des pèlerins et lui fondent la première église congrégationaliste à Leyde aux Pays-Bas . John Robinson est choisi comme pasteur et John Carver comme diacre. John Carver, marié avec Bridget Blancs est considéré avec beaucoup d'estime par Robinson. C'est grâce à cette estime et à sa respectabilité qu'il est désigné pour être le premier gouverneur de la colonie de Plymouth.
C'est en Hollande que l'idée de former une colonie en Amérique germe. Après de longues négociations, les pèlerins obtiennent la permission de la Compagnie Virginia sise à Londres de s'établir sur leur territoire en Amérique. Le 6 septembre 1620, le voilier Mayflower quitte Plymouth avec 102 âmes à son bord. John Robinson et son épouse restent à Leyde, en Hollande à ce moment-là, mais avec la ferme intention de rejoindre ses amis dans la « Nouvelle-Angleterre ». Mais ses efforts demeurent vains, en grande partie en raison de sa pauvreté, ainsi que de l'hostilité à son égard pour ses vues libérales sur la gouvernance de l'Église.
Le 1er mars 1625, John Robinson décède à Leyde, aux Pays-Bas. Il est enterré dans l'église Saint-Pierre de Leyde. Ses amis, maintenant établis en Nouvelle-Angleterre, sont très attristés par la mort de leur pasteur, voyant en lui un homme remarquable et très respecté.